# هواپیمای زامبی
هواپیمای زامبی (انگلیسی: Zombie Plane) یک فیلم کمدی اکشن استرالیایی به کارگردانی لاو بودناروک و مایکل میر است که دربارهٔ تلاش‌های یک سازمان دولتی برای جلوگیری از شیوع زامبی با استفاده از افراد مشهور مشهور است. بازیگرانی چون چاک نوریس، وانیلا آیس و سوفی مانک به عنوان نسخه‌های ساختگی خودشان در این فیلم حضور دارند.

## داستان
مأمور مخفی آیس وانیلان، که زیر نظر فرمانده چاک نوریس آموزش دیده بود، از مجموعه مهارت‌های خود برای اعزام هواپیمای تسخیر شده توسط ارواح استفاده می‌کند قبل از اینکه جت‌های جنگنده بتوانند آن را خنثی کنند تا بشریت را از شیوع زامبی نجات دهد.

## ساخت
فیلمبرداری فیلم در اوایل سال ۲۰۲۳ در بریزبن به پایان رسید.